# Los Ángeles, Pahuatlán
Los Ángeles är en ort i Mexiko.   Den ligger i kommunen Pahuatlán och delstaten Puebla, i den sydöstra delen av landet, 150 km nordost om huvudstaden Mexico City. Los Ángeles ligger 1 494 meter över havet och antalet invånare är 265.
Terrängen runt Los Ángeles är bergig söderut, men norrut är den kuperad. Runt Los Ángeles är det ganska tätbefolkat, med 80 invånare per kvadratkilometer. Närmaste större samhälle är Xicotepec de Juárez, 17,7 km öster om Los Ángeles. I omgivningarna runt Los Ángeles växer i huvudsak städsegrön lövskog.